# Linia U2 metra w Berlinie
Linia U2 metra w Berlinie – linia metra w Berlinie obsługująca 29 przystanków, o długość 20,7 kilometrów. Rozpoczyna się w położonym na północnym wschodzie Berlina okręgu administracyjnym Pankow, biegnie przez wschodnie centrum i Alexanderplatz, następnie przechodzi pod placem Poczdamskim w kierunku zachodniego centrum (Wittenbergplatz, Bahnhof Zoo) w okolicy stadionu olimpijskiego, kończąc bieg na stacji Ruhleben. Razem z liniami U1, U3 i U4 należy do otwartej w 1914 części sieci berlińskiego metra, która określana jest jako sieć małoprofilowa.
Przebiega przez następujące dzielnice: Pankow, Prenzlauer Berg, Mitte, Tiergarten, Kreuzberg, Schöneberg, Charlottenburg oraz Westend.

## Stacje
| Czas jazdy | Skrót nazwy | Stacja                                                                           | Data otwarcia | Typ       | Przesiadki                            |
| ---------- | ----------- | -------------------------------------------------------------------------------- | ------------- | --------- | ------------------------------------- |
| 0,0        | PA          | Pankow                                                                           | 2000          | podziemna | Linia kolejowa nr 409                 |
| 1,5        | VIN         | Vinetastraße (dawniej Pankow (Vinetastraße), Pankow)                             | 1930          | podziemna |                                       |
| 3,5        | Sh          | Schönhauser Allee (dawniej Nordring)                                             | 1913          | wiadukt   | Ringbahn                              |
| 5,0        | EB          | Eberswalder Straße (metro w Berlinie) (dawniej Danziger Straße, Dimitroffstraße) | 1913          | wiadukt   |                                       |
| 7,0        | Sz          | Senefelderplatz                                                                  | 1913          | podziemna |                                       |
| 9,0        | Lu          | Rosa-Luxemburg-Platz (dawniej Schönhauser Tor, Horst-Wessel-Platz)               | 1913          | podziemna |                                       |
| 11,0       | A           | Alexanderplatz (Linie A)                                                         | 1913          | podziemna | Stadtbahn; Transport regionalny       |
| 13,0       | Ko          | Klosterstraße                                                                    | 1913          | podziemna |                                       |
| 14,5       | Mk          | Märkisches Museum (dawniej Inselbrücke)                                          | 1913          | podziemna |                                       |
| 15,5       | Sp          | Spittelmarkt                                                                     | 1908          | podziemna |                                       |
| 17,0       | Hv          | Hausvogteiplatz                                                                  | 1908          | podziemna |                                       |
| 18,5       | Mi          | Stadtmitte (Linia A) (dawniej Friedrichstraße, Leipziger Straße, Friedrichstadt) | 1908          | podziemna |                                       |
| 19,5       | MH          | Mohrenstraße (dawniej Kaiserhof, Thälmannplatz, Otto-Grotewohl-Straße)           | 1908          | podziemna |                                       |
| 21,0       | Pd          | Potsdamer Platz (dawniej Leipziger Platz)                                        | 1902/07       | podziemna | Nord-Süd-Tunnel; Transport regionalny |
| 22,5       | MB          | Mendelssohn-Bartholdy-Park                                                       | 1998          | wiadukt   |                                       |
| 24,0       | Gu          | Gleisdreieck                                                                     | 1912          | wiadukt   |                                       |
| 26,0       | Bs          | Bülowstraße                                                                      | 1902          | wiadukt   |                                       |
| 27,5       | No          | Nollendorfplatz                                                                  | 1902          | wiadukt   |                                       |
| 29,5       | Wt          | Wittenbergplatz                                                                  | 1902          | podziemna |                                       |
| 31,5       | Zo          | Zoologischer Garten                                                              | 1902          | podziemna | Stadtbahn; Transport regionalny       |
| 33,5       | RP          | Ernst-Reuter-Platz (dawniej Knie)                                                | 1902          | podziemna |                                       |
| 35,5       | Obi         | Deutsche Oper (dawniej Bismarckstraße, Städtische Oper, Deutsches Opernhaus)     | 1906          | podziemna |                                       |
| 36,5       | Bmo         | Bismarckstraße                                                                   | 1978          | podziemna |                                       |
| 38,0       | So          | Sophie-Charlotte-Platz                                                           | 1908          | podziemna |                                       |
| 39,5       | Kd          | Kaiserdamm (czasowo Adenauerdamm)                                                | 1908          | podziemna | S-Bhf Messe Nord/ICC: Ringbahn        |
| 41,0       | Th          | Theodor-Heuss-Platz (dawniej Reichskanzlerplatz, Adolf-Hitler-Platz)             | 1908          | podziemna |                                       |
| 43,0       | Nd          | Neu-Westend                                                                      | 1922          | podziemna |                                       |
| 44,5       | Sd          | Olympia-Stadion (dawniej Stadion, Reichssportfeld)                               | 1913          |           |                                       |
| 46,5       | Rl          | Ruhleben                                                                         | 1929          | grobla    |                                       |

## Daty oddania[2]
- 18 lutego 1902: Potsdamer Platz – Gleisdreieck
- 11 marca 1902: Gleisdreieck – Zoologischer Garten
- 14 grudnia 1902: Zoologischer Garten – Ernst-Reuter-Platz
- 14 maja 1906: Ernst-Reuter-Platz – Deutsche Oper
- 29 marca 1908: Deutsche Oper – Theodor-Heuss-Platz
- 01 października 1908: Potsdamer Platz – Spittelmarkt
- 03 listopada 1912: stacja metra Gleisdreieck
- 08 czerwca 1913: Theodor-Heuss-Platz – Olympia-Stadion
- 01 lipca 1913: Spittelmarkt – Alexanderplatz
- 27 lipca 1913: Alexanderplatz – Schönhauser Allee
- 22 grudnia 1929: Olympia-Stadion – Ruhleben
- 29 czerwca 1930: Schönhauser Allee – Vinetastraße
- 28 kwietnia 1978: stacja metra Bismarckstraße
- 01 października 1998: stacja metra Mendelssohn-Bartholdy-Park
- 16 września 2000: Vinetastraße – Pankow